# São Paulo (couraçado)
São Paulo foi um couraçado dreadnought operado pela Marinha do Brasil entre os anos de 1910 e 1947. A embarcação foi construída nos estaleiros de Vickers Sons and Maxim em Barrow-in-Furness, na Inglaterra. Foi o segundo navio construído da classe Minas Geraes e o segundo da marinha brasileira a ostentar este nome em homenagem à cidade de São Paulo e o estado de São Paulo. Foi encomendado em 1906, com a quilha batida em 30 de abril de 1907, lançado ao mar em 19 de abril de 1909 e incorporado à armada em 12 de julho de 1910. O desenvolvimento e a construção deste navio deveram-se à necessidade da Marinha do Brasil de adquirir novos navios para solucionar o grave problema de sua defasagem perante outras potências estrangeiras.
Naquele tempo, dois planos foram propostos: do almirante Júlio César de Noronha, que propôs a construção de couraçados baseados no pré-dreadnought britânico HMS Triumph, de 13 mil toneladas e canhões de 254 mm, e do almirante Alexandrino Faria de Alencar, que defendeu a construção de couraçados com base no revolucionário HMS Dreadnought, também britânico, com maior tonelagem, porém mais rápido e com canhões de 305 mm, muito maiores. O governo decidiu por este último. Quando terminado, era considerado um dos navios de guerra mais poderosos do mundo. A construção do navio desencadeou certa animosidade com a Argentina, temerosa do poder de fogo de que a sua classe era capaz. Tal temor chegou ao ponto da ameaça de guerra quando o Brasil se negou a concordar com a sugestão argentina de que dividisse seus navios com ela.
Após terminado, o São Paulo viajou para a França a fim de buscar o recém-eleito presidente brasileiro Hermes da Fonseca e levá-lo a Portugal, cujo rei, Manuel II, o havia convidado para visitá-lo. Nesse episódio, o São Paulo e sua comitiva presenciaram uma insurreição no país que levou à queda do Rei e da monarquia. Quando atracou no Brasil, envolveu-se na Revolta da Chibata, na qual as tripulações de quatro navios de guerra, incluindo o São Paulo, se amotinaram devido aos maus tratos que sofriam, às vezes por situações mínimas, e ao pouco soldo que recebiam. Após entrar na Primeira Guerra Mundial, o Brasil se ofereceu para enviar o São Paulo e seu irmão Minas Geraes para a Grã-Bretanha para servirem na Grande Frota, mas os britânicos recusaram, pois os dois navios estavam em más condições e careciam de uma tecnologia de controle de tiros mais recente. Em junho de 1918, o Brasil enviou o São Paulo aos Estados Unidos para uma reforma completa, que não foi concluída até novembro de 1919 após o fim da guerra.
Em 6 de julho de 1922, o São Paulo disparou contra um alvo militar pela primeira vez, ao atacar um forte que havia sido tomado durante a Revolta Tenentista. Dois anos depois,  amotinados assumiram o controle do navio na tentativa de usarem-no para obrigar o governo a libertar os rebeldes de 1922 e leva-los para Montevidéu, no Uruguai, onde obtiveram asilo. Na década de 1930, o São Paulo foi preterido para a modernização, devido ao seu péssimo estado – só conseguia atingir a velocidade máxima de 10 nós (18,52 quilômetros por hora), menos da metade da velocidade projetada. Ao longo de sua carreira, o navio foi reduzido à função de defesa costeira de reserva. Quando o Brasil entrou na Segunda Guerra Mundial, o São Paulo navegou para Recife e lá permaneceu como principal defesa do porto durante a guerra. Incapacitado em 1947, o couraçado permaneceu como navio de treinamento até 1951, quando foi rebocado para ser sucateado no Reino Unido. Os cabos de reboque quebraram durante um forte vendaval, em 6 de novembro, quando os navios estavam próximo dos Açores, permitindo que o São Paulo afundasse para sempre.

## Antecedentes

### Plano de 1904

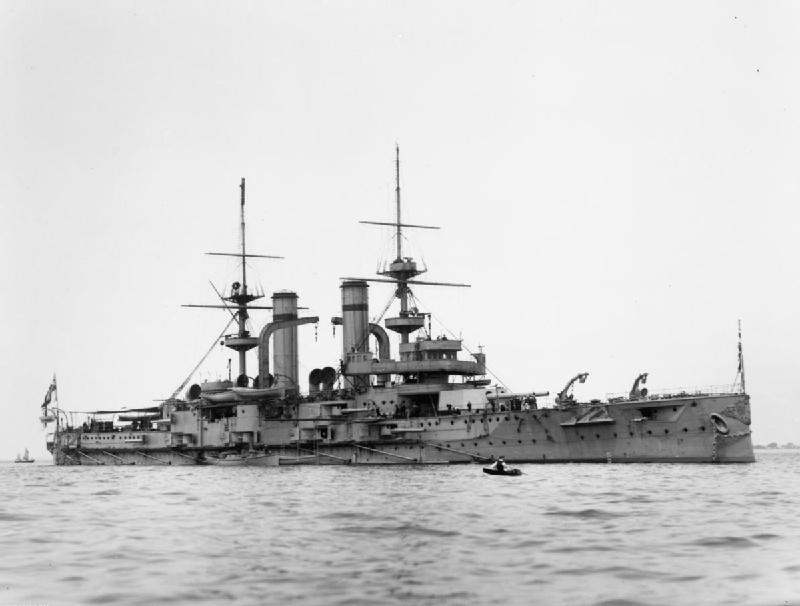
HMS Triumph. Navio base para o plano de 1904.

Alguns autores navais concordam que a Marinha Brasileira estava defasada, no final do século XIX, perante nações como Japão, Estados Unidos, Inglaterra, Alemanha, França e, inclusive, o Chile. Por exemplo, antes de 1893, o diplomata Ruy Barbosa encarava an armada como algo "reduzida a restos esparsos e inanimados". O Barão de Jaceguay afirmava que o Brasil havia criado um monstro burocrático que escondia uma "Marinha liliputiana". Já Arthur Dias dizia que "isso aí não passa de um punhado de destroços desagregados". Na virada do século XX, a situação da Marinha Brasileira ainda era, na opinião do historiador Pereira da Cunha, "uma vergonhosa colcha de retalhos, e retalhos podres". O fato é que a marinha estava defasada tecnologicamente pelo menos desde a Revolta da Armada, que se iniciou em 1891.
A fim de sanar esse quadro, desde 1902, o Barão do Rio Branco mobilizou lideranças e a opinião pública com o objetivo de estimular o governo a reverter a situação de debilidade em que se encontrava a armada. Com a estabilidade econômica brasileira, foi possível que o governo realizasse um volumoso investimento nas Forças Armadas, em especial à Marinha, e isto permitiu que o almirante Júlio César de Noronha, ministro da marinha no governo Rodrigues Alves (1902-1906), conseguisse aprovar no Congresso Nacional, em outubro de 1904, um projeto de aquisição de três grandes couraçados e três cruzadores couraçados. Os couraçados seriam baseados no projeto do HMS Triumph de couraçados pré-dreadnought britânicos de 13 mil toneladas. A compra não foi realizada devido à ação do novo Ministro da Marinha, almirante Alexandrino Faria de Alencar, que modificou os planos em fins de 1906.

### Plano de 1906

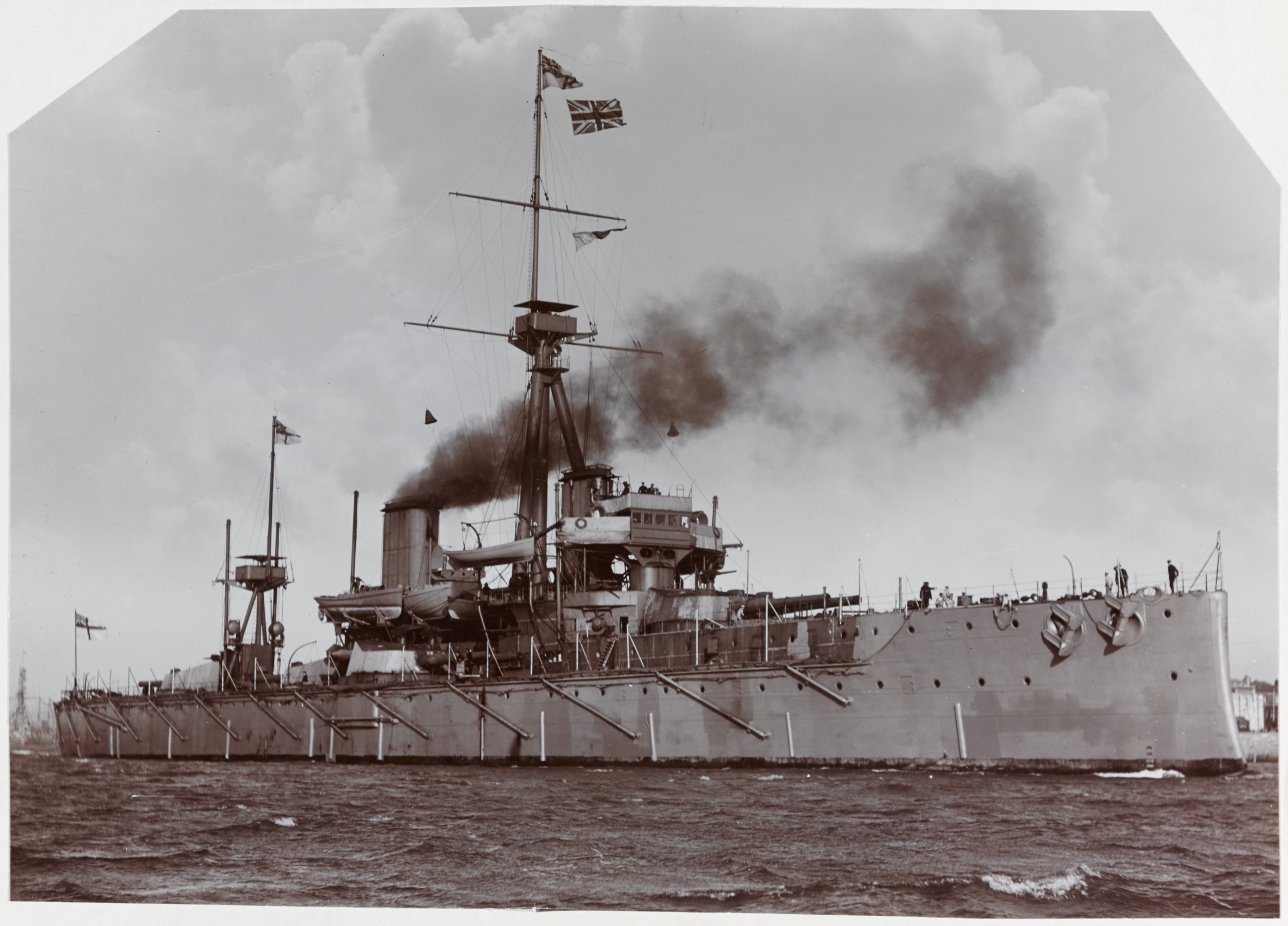
HMS Dreadnought. Navio base para o plano de 1906.

Atualizado das novidades, Alexandrino percebeu as sensíveis e rápidas inovações no setor naval que vinham ocorrendo nessa época. Em 1906, surgiu o HMS Dreadnought que, na visão dele, tinha uma capacidade muito maior devido ao seu canhão de 305 mm, ante os de 254 mm do projeto anterior, e que por isso, "têm maior penetração e alcançam maior distância". Era mais rápido e, logo, "em combate com os nossos, estes forçosamente seriam destruídos". Em 17 de setembro de 1906, Alexandrino defendeu implacavelmente a ampliação da tonelagem e poder de fogo dos navios encomendados à Inglaterra. A guerra russo-japonesa, foi um ponto de virada na decisão do conselho, que viria a escolher o plano de 1906. As experiências aprendidas na Batalha de Tsushima, que demostrou a eficácia dos canhões de 12 polegadas e a necessidade de uma bateria secundária para repelir o ataque das cada vez mais temíveis torpedeiras, enterraram de vez o projeto de Noronha, tornando indispensável a modificação da encomenda feita aos estaleiros ingleses.
Originalmente, o contrato com o estaleiro inglês previa a construção de três couraçados, com o Minas Geraes sendo finalizado primeiro e o São Paulo algum tempo depois. A terceira embarcação da classe, de nome Rio de Janeiro (posteriormente HMS Agincourt), seria maior que seus irmãos, mas, na prática, não chegaria a ser entregue ao Brasil. Tal plano baseava-se no HMS Dreadnought. Esse navio tinha como característica distinta a padronização dos calibres de canhões. Os canhões dessa classe foram instalados em torres rotatórias, à frente e na ré, o que lhes permitia atirar em alvos à vante e atrás da embarcação, além daqueles em posições costumeiras em ambos os bordos. Esses navios projetados para o Brasil atingiam uma velocidade máxima de 19,6 nós (36,30 quilômetros por hora), além de terem grandes dimensões, cerca de 150 metros e 19 mil toneladas, no caso do Minas Geraes. O chanceler brasileiro, Barão do Rio Branco, acreditava que a aquisição destas embarcações poderia projetar, na região e no mundo, a imagem de um país moderno e potente.

### OMinas Geraes
O começo das obras do Minas Geraes significou que o Brasil havia se tornado o terceiro país – depois de Reino Unido e Estados Unidos, e antes de potências como Alemanha, França, Rússia e Japão – a ter um couraçado em construção. A encomenda dos couraçados causou grande agitação nos Estados Unidos e na Europa; nas palavras do jornal britânico Navy League Annual, ela "surpreendeu o mundo naval". O jornal norte-americano The New York Times começou seu artigo sobre o lançamento do Minas Geraes com "Aquilo que é no papel o navio de guerra mais poderoso já construído para uma marinha", enquanto a Scientific American chamou o Minas Geraes de "a última palavra em projeto de navio de guerra e o [...] navio armado mais poderoso no mar". Algumas publicações, como a Advocate of Peace, condenaram a compra dos couraçados por conta do seu custo, afirmando que essa era "uma política naval ostensiva e pretensiosa para aparentemente satisfazer o orgulho nacional" e "uma política lamentável [... colocar] dinheiro em navios de guerra inúteis quando se deveria empregar dinheiro emprestado em melhorias no Rio de Janeiro".

## Características

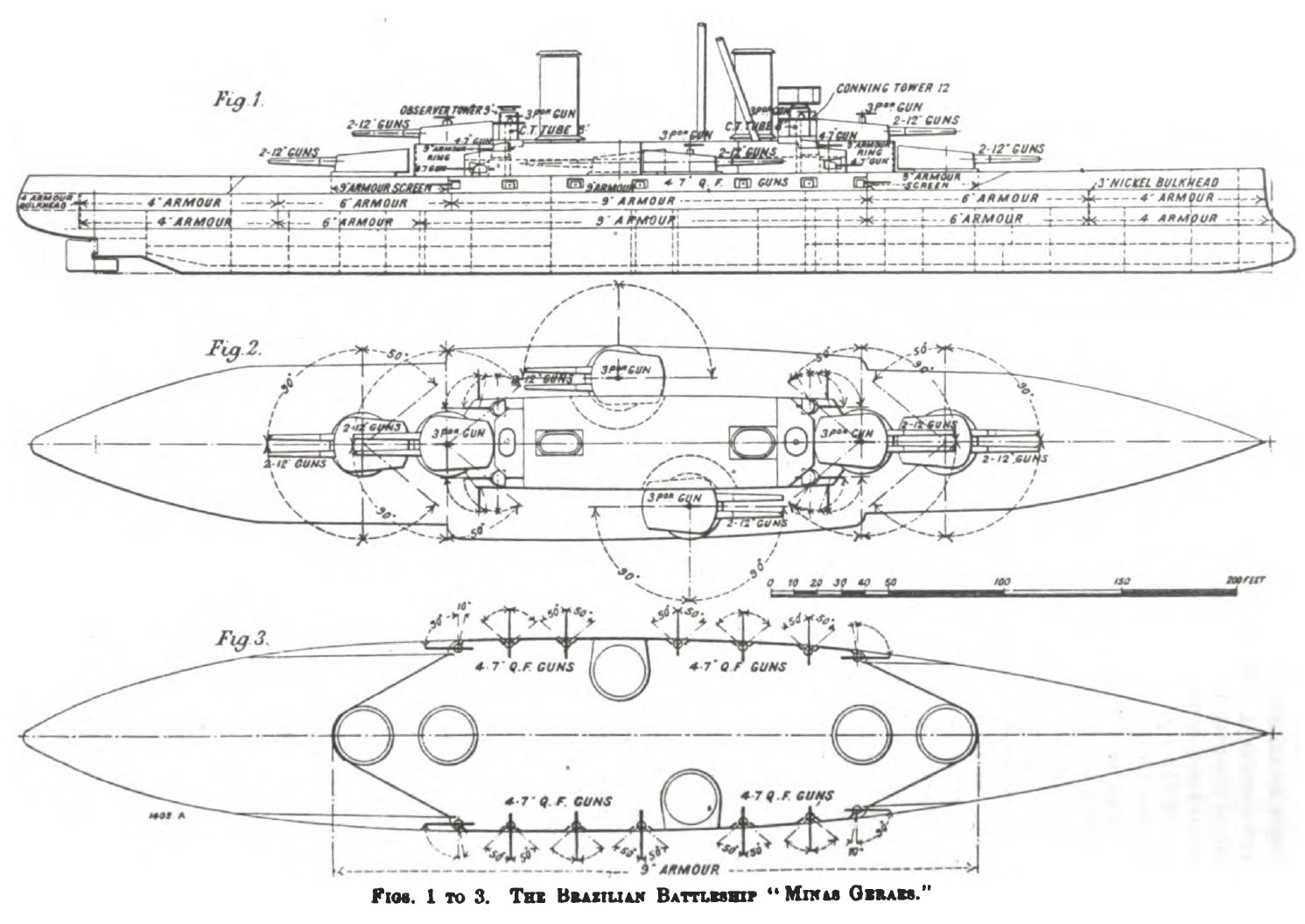
Desenho da classe Minas Geraes.

### Estrutura
O São Paulo foi construído com chapas de aço de 3,5 oitavas de polegada, com convés corrido. Foi dividido em treze compartimentos estanques transversais até a segunda coberta. Além do casco, sua estrutura compreendia também uma superestrutura disposta na parte central, sem chegar ao costado. Possuía um fundo duplo, aríete, um mastro principal apoiado em três pés com duas vergas e um mastro menor, onde havia uma plataforma de orientação dos canhões.
Deslocava em peso leve 17 274 toneladas e, quando completamente armado e equipado, 21 500. Tinha 165,61 metros de comprimento total; 152,50 m de comprimento entre perpendiculares; 23,31m de boca, 12,81m de pontal, 8,54m de calado à vante e 8,23 m de calado à ré. Era equipado com leme compensado de 2,48 m de porta com transmissão rígida de parafusos, para a manobra do navio, isto permitia ser guiado a mão ou com auxílio de duas máquinas Harfied a vapor, de dois cilindros, verticais, cada uma delas situadas em uma praça de máquinas. Por fim, possuía rodas de leme no passadiço, torre de comando, estação central e compartimento de ré.

### Casa das máquinas
Sua propulsão constituía-se de duas máquinas a vapor de tríplice expansão, situadas em compartimentos independentes e estanques. Ambas desenvolviam até 23 500 hp de potência, uma vez que possuíam 36 carvoeiras com capacidade para 2 750 toneladas de carvão, e levava a embarcação a uma velocidade máxima de 19,6 nós completamente carregado, 16,7 nós de velocidade garantida no mar e 9,4 nós em velocidade econômica. As máquinas estavam uma em cada bordo, e acionavam duas hélices de quatro pás. A empresa norte-americana Babcock and Wilcox construiu as 18 caldeiras do São Paulo, e estas eram divididas em três seções: uma com quatro caldeiras e duas com sete caldeiras descarregando para duas chaminés, sendo uma à frente, junto ao mastro, e a outra por ante a ré.
As máquinas e as caldeiras, além também dos paióis de munição, terceira bateria secundária, enfermarias de combate e todos os equipamentos e órgãos essenciais do navio, achavam-se protegidos dentro de uma cidadela blindada. O fornecimento de energia elétrica era feito por seis grupos de corrente contínua da Elswick, de 132 kW, acionados por máquinas a vapor de dois cilindros, também desenvolvida pela Elswick. Dois destiladores, com capacidade de 70 libras por hora, forneciam água potável para os membros da tripulação. Havia quatro máquinas frigoríficas J.C Hall que, em conjunto com nove aparelhos termo tanques, forneciam ar frio sem fumaça para a ventilação dos paióis de munição de pólvora. Os paióis de artilharia de projéteis eram ventilados pelo sistema convencional, com admissão do ar atmosférico.

### Blindagem
A blindagem do navio consistia em couraça de aço Krupp para proteção horizontal e vertical. Na vertical, a couraça foi alongada, seguindo a dimensão da embarcação, e na horizontal, ela cruzava o navio de um bordo a outro. Placas de aço foram fixadas ao longo do costado, desde cinco pés abaixo da linha d’água até dez pés acima e desde a roda de proa até próximo ao cadaste de anteparas transversais. Eram quatro anteparas, sendo duas próximas à proa e à popa, que fechavam os topos das chapas na extremidade da cinta duas a meio navio fechando a cidadela nas faces à vante e à ré.
Onde se localizavam as máquinas, caldeiras e outros pontos críticos, na parte central do casco, a blindagem da couraça era de nove polegadas de espessura, além de seis e quatro dos extremos da popa à proa. Ainda na parte central, a muralha da cidadela consistia de uma blindagem também de nove polegadas. Ela subia a tolda a altura do costado até ir encontrar o convés da tolda. A fim de garantir uma maior segurança contra bombardeios aéreos e projéteis, a parte horizontal era dividida em três conveses couraçados, colocados sobre a primeira, segunda e terceira cobertas. Como medida para limitar a entrada de água em caso de ruptura do casco, o navio era divido em compartimentos isolados e estanques.

### Armamento

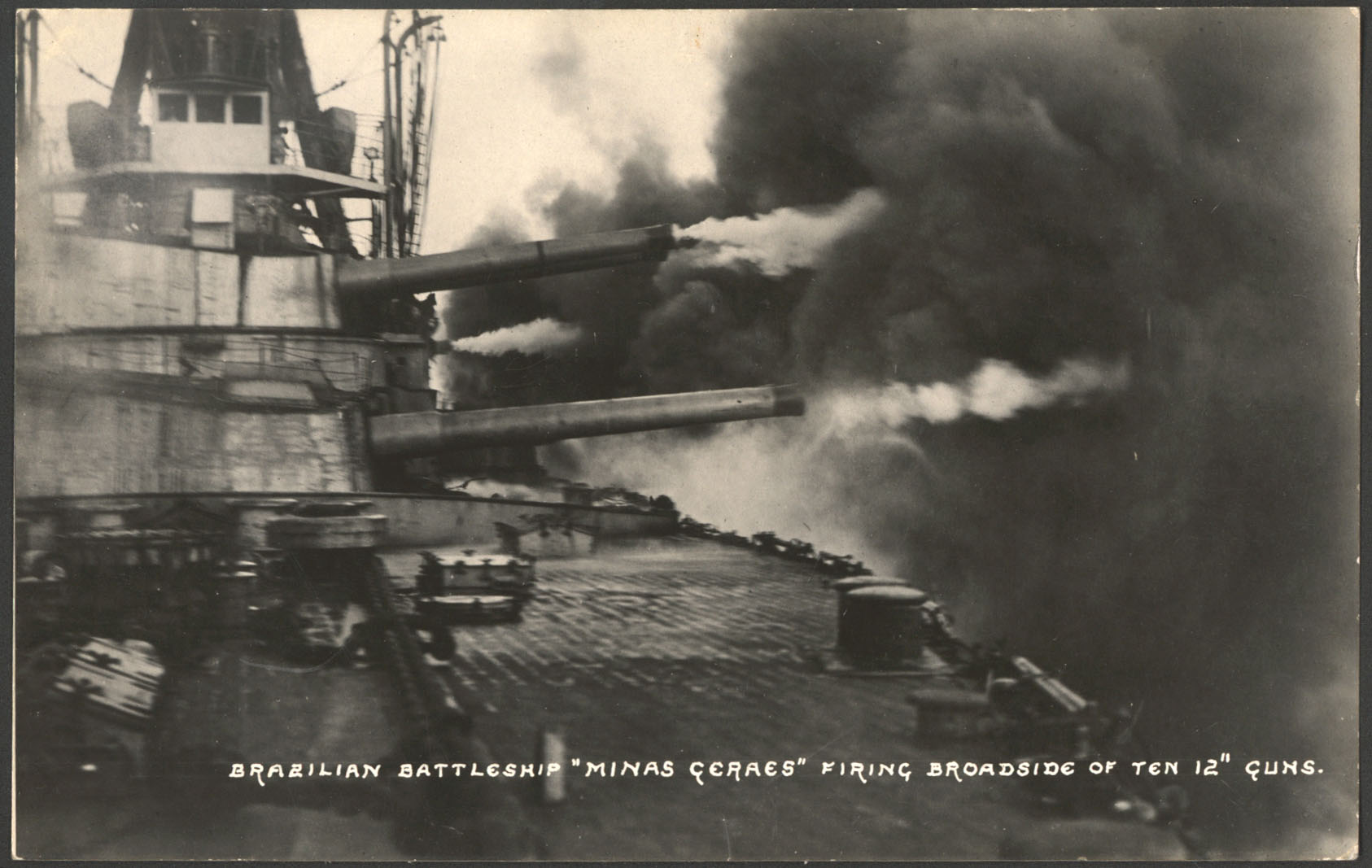
Minas Geraes em teste de tiros. Canhões com configuração semelhante ao do São Paulo

A aparelhagem ofensiva principal compunha-se de doze peças Armstrong de 305 milímetros, 45 calibres, com quatorze metros de comprimento, montados em seis torres barbetas com 305 mm de blindagem em aço Krupp cementado. As laterais e posteriores eram de 200 mm de espessura. Esta era a configuração original da bateria principal. Os canhões secundários eram compostos por 22 peças de 120 mm, 50 calibres, de tiros rápidos separados na seguinte configuração: quatorze canhões, sete em cada bordo, situados na primeira coberta do navio (segunda bateria) e dentro da cidadela couraçada, dispostos em casamatas, protegidos por escudos fortemente blindados. Os outros oito canhões estavam instalados na super estrutura (terceira bateria), quatro, em redutos no plano da tolda e quatro em plano superior, em barbetas abertas, uns e outros nos ângulos das faces de vante e de ré, a bombordo e boreste, dois a dois, agrupados.
A bateria secundária era fracamente protegida por escudos pouco blindados; o teto das barbetas era inclinado para que pudesse oferecer alguma proteção às partes críticas do navio e a tripulação. Efetivamente, apenas a segunda bateria era considerada para combate, pois a terceira não oferecia proteção durante o combate, exceto se o alvo estivesse distante ou fosse pequenas embarcações. Havia outros oito pequenos canhões desmontáveis de 47 mm e 50 calibres de comprimento. Estavam instalados na seguinte forma: quatro sobre as torres II, III, IV e V e os outros quatro sobre os passadiços à vante e à ré. Por ficarem muito expostos, eram retirados quando em combate, sendo utilizados para treinamentos. Também poderia ser usados contra pequenas embarcações, na proteção de desembarques nas costas, devido à facilidade para desmontá-los e fixados em pontos defensivos em terra. Sua tripulação era composta por 1 173 homens, dos quais 48 eram oficiais e 1 125 praças.

## Primeiros anos

### Construção e repercussão

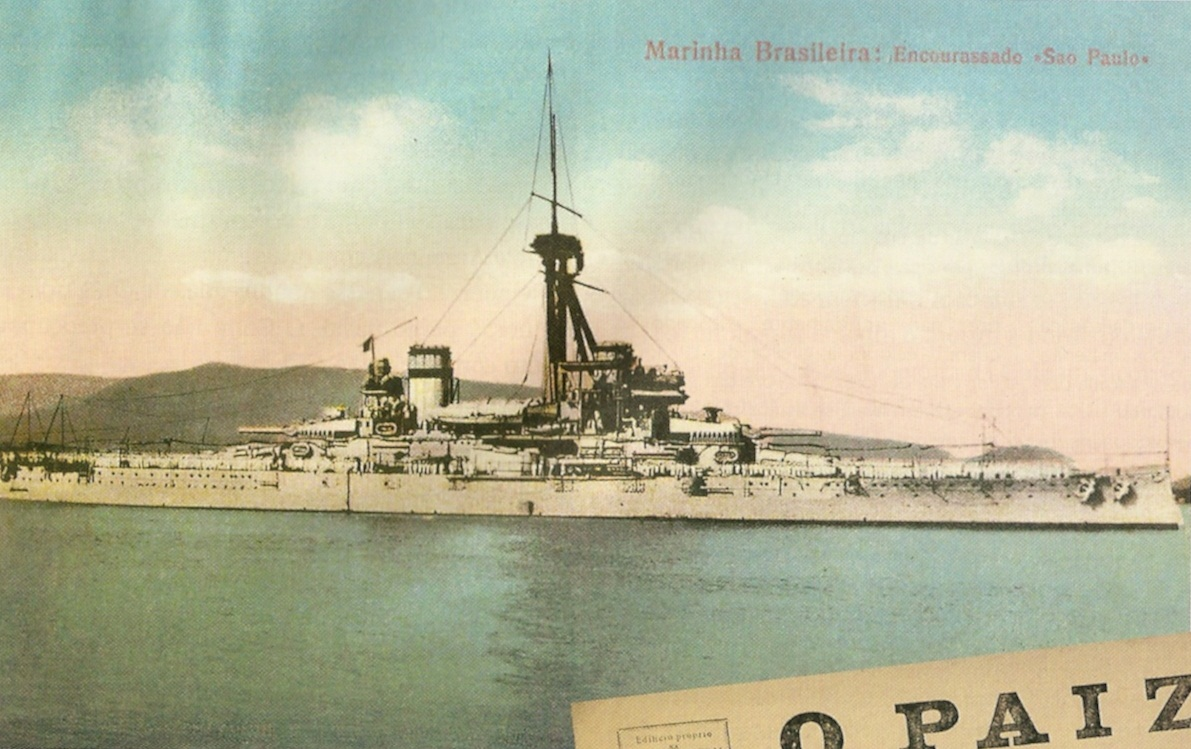
Couraçado São Paulo em 1910

O couraçado São Paulo, segunda embarcação na marinha a ostentar este nome – homenagem à cidade e estado homônimos – foi construído na Inglaterra, nos estaleiros de Vickers Sons and Maxim em Barrow-in-Furness. Teve sua quilha batida em 30 de abril de 1907, com participação de Régis de Oliveira, esposa do embaixador brasileiro na Grã-Bretanha, foi lançado ao mar em 19 de abril de 1909, sob o olhar de vários diplomatas sul-americanos, e incorporado à Marinha do Brasil em 12 de julho de 1910. Passou por Mostra de Armamento em 23 de agosto, sendo incorporado à Divisão de Couraçados pelo Aviso n.° 4755 do Estado-Maior da Armada de 7 de outubro. A construção deste vaso de guerra foi a consolidação do ambicioso plano de reaparelhamento naval, iniciado em 1904 pelo Ministro da Marinha, almirante Júlio César de Noronha, e concretizado na gestão do almirante Alexandrino Faria de Alencar, em 1906. Após finalizado, era um dos mais poderosos navios de guerra já construídos; contudo, manteve esta característica por pouco tempo, devido à rápida evolução da tecnologia naval no inicio do século XX.
A notícia dos planos de construção do São Paulo e de seu irmão Minas Geraes, além da expectativa do desenvolvimento do terceiro navio da classe, causou grande preocupação nas nações vizinhas do Brasil, como o Chile e, em especial, a Argentina. Como afirmou o chanceler argentino Montes de Oca, em novembro de 1906, "[b]astaria um só dos couraçados encomendados pelo Brasil para destruir toda a esquadra argentina e chilena". A Argentina chegou a sugerir ao Brasil que vendesse duas das embarcações, uma para ela e outra para o Chile, com o fim de restabelecer o "equilíbrio" naval entre as três nações sul-americanas. O chanceler Rio Branco rechaçou tal sugestão como absurda. De fato, a preocupação com o reaparelhamento da armada brasileira chegou ao ponto de o sucessor de Montes de Oca, Estanisláo Zeballos, elaborar um plano para obrigar o Brasil a dividir suas embarcações e propor que, em caso de negativa, houvesse guerra entre as duas nações, incluindo "a ocupação do Rio de Janeiro, que segundo os ministros da Guerra e Marinha, era ponto estudado e fácil dada a situação indefesa do Brasil".
Tal plano não vingou e Zeballos foi demitido do cargo. Posteriormente, a Argentina e o Chile acabariam por também adquirir dreadnoughts, sem que houvessem novas distensões entre as três nações. Contudo, na Europa pairou por um tempo o boato de que a construção dos navios da classe Minas Geraes para o Brasil seria um espécie de reserva da Marinha Real Inglesa, ou que o país os venderia, posteriormente, para os britânicos ou a alguma potência militar como a Alemanha ou o Japão, cujo status internacional ascendera desde as vitórias navais sobre a China (1895) e a Rússia (1905). Na Europa, não acreditavam que uma marinha que ainda disciplinava seus marinheiros por meio da chibata – prática que já desaparecera no continente europeu quando o navio fora sido finalizado – tivesse capacidade de manejar os complicados mecanismos da recém-construída embarcação.

### Início da carreira

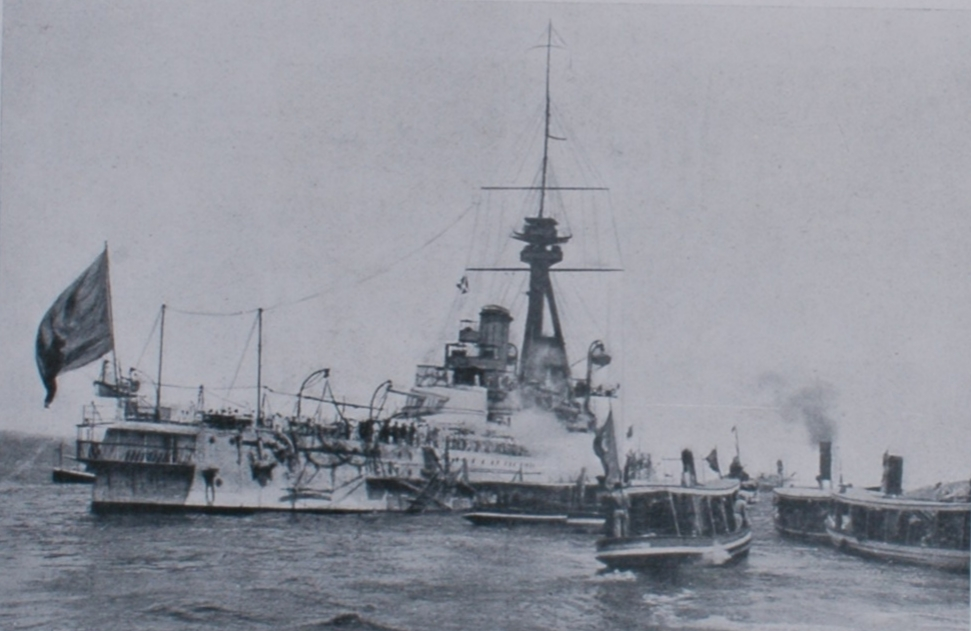
O couraçado São Paulo sendo ancorado pela primeira vez em um porto do Rio de Janeiro, em 1910.

Após os testes de mar e ajustes finais, São Paulo deixou a doca de Greenock em 16 de setembro de 1910 e rumou para Cherbourg, na França, onde no dia 27 de setembro, o futuro presidente Hermes da Fonseca, após sua estadia em várias cidades europeias, e o rei George V, embarcaram e partiram para a cidade de Lisboa, parada frequente de navios de guerra brasileiros. Hermes da Fonseca era convidado do rei Manuel II de Portugal, e quando o São Paulo adentrou no porto de Lisboa, em 1 de outubro, foi recebido sob trovejante aplauso, pois nenhuma embarcação portuguesa se comparava ao couraçado brasileiro. A chegada do brasileiro a Portugal se deu no período em que o republicanismo estava prestes a tomar o poder no país. De fato, a vinda de Hermes da Fonseca foi usada como propaganda pelo jornal republicano português O Mundo, que, na edição de 3 de outubro, exortava "Viva o Presidente Hermes! Viva a República! Viva o Brasil!". Ainda no dia 3, o rei português recebeu o marechal brasileiro no Paço das Necessidades, gesto retribuído por Hermes ao convidar o rei a subir a bordo do São Paulo e brindar com ele e o comandante do navio Francisco Marques Pereira e Sousa. Nesta ocasião, o rei Manuel inspecionou o navio, assistiu a algumas atividades dos marinheiros e recebeu uma salva de 21 tiros.
No dia 5 de outubro, uma insurreição derrubou a monarquia e instaurou a república portuguesa, sob o olhar de Hermes e todos da comitiva brasileira. Após um período de embaraço, uma vez que o motivo desta comissão estar em Portugal era por serem convidados do rei, no dia 6, o Marechal deu as boas vindas ao presidente provisório da República Portuguesa, Teófilo Braga, a bordo do couraçado brasileiro. Brindes de champanhe foram trocados. Hermes da Fonseca ofereceu asilo político à Família Real Portuguesa, mas Manuel II gentilmente recusou a oferta, dizendo que ainda tinha assuntos pendentes em Portugal. Ainda assim, levantaram-se rumores dentre os revolucionários portugueses de que o rei estaria no São Paulo; eles tentaram subir a bordo do couraçado, mas foram proibidos de fazê-lo. Depois, solicitaram que alguns marinheiros do navio desembarcassem para ajudar na manutenção da ordem, mas também sem sucesso. No dia 7 de outubro, o São Paulo deixou Lisboa e rumou para o Rio de Janeiro, onde fundeou no dia 25. Sua chegada nas águas da Baía de Guanabara estampou manchetes nos jornais e gerou concorrência junto ao público por um lugar em que se pudesse avistá-lo.

### Revolta da Chibata

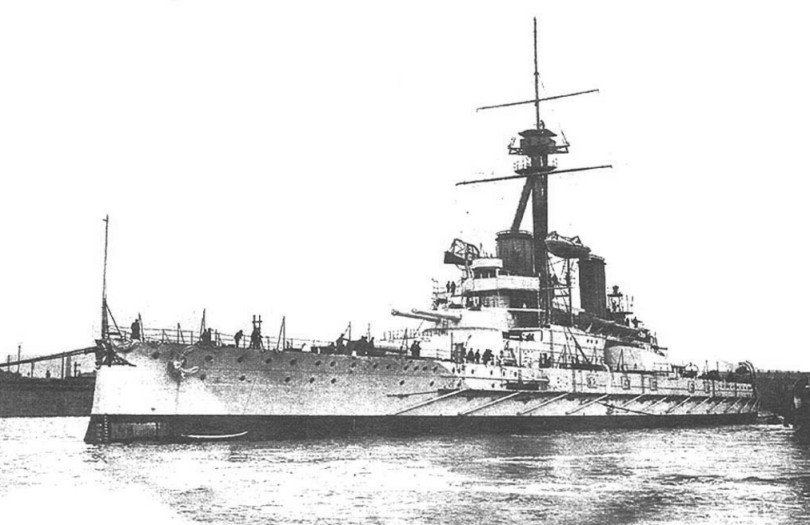
São Paulo em 1910

A chegada do São Paulo ao Rio de Janeiro se deu quando diversos marinheiros brasileiros planejavam uma revolta por conta dos castigos, de algumas tarefas e dos baixos salários que lhes eram impostos, e que ficaria conhecida como a Revolta da Chibata. O líder da revolta era o marinheiro João Cândido. Os revoltados, em sua grande maioria afrodescendentes, sofriam com a rigidez de seus superiores que lhes impunham trabalhos e disciplinas cruéis.
Os marinheiros eram disciplinados severamente por qualquer falta que cometiam, não importando se aquele castigado tinha um bom comportamento anterior ou se fosse sabidamente indisciplinado. Os castigos físicos eram corriqueiros e se resumiam a golpes de chibata. Há registros de marinheiros que receberam quinhentas ou, até mesmo, oitocentas chibatadas em um mesmo dia. O limite pré-estabelecido de açoites era constantemente ignorado e ultrapassado, com pouca ou nenhuma consequência para o oficial que os aplicava. Em sua pesquisa, o escritor Álvaro Pereira do Nascimento registra apenas um processo penal contra um oficial por exagero nas chibatas. O oficial processado foi José Cândido Guillobel, que recebeu como punição apenas uma advertência.
No dia 16 de novembro, após um dia de atraso no início da revolta, o marinheiro Marcelino Rodrigues Menezes foi castigado com duzentos golpes de chibata e isto serviu de sinal para que a revolta fosse iniciada o mais rapidamente possível. Na noite do dia 22 de novembro, o comandante do Minas Geares, João Batista das Neves, foi cercado por marinheiros e, junto com outros oficiais, foi morto pelos amotinados. Rapidamente, outros três navios foram tomados pelos seus respectivos marinheiros: o São Paulo, com a morte de um oficial, o couraçado guarda-costa Deodoro e o cruzador Bahia, também com um oficial morto. De imediato, as embarcações dispararam contra a cidade do Rio de Janeiro, vitimando uma mulher e seus dois filhos.
Àquela altura, as únicas embarcações de posse do governo que poderiam de imediato enfrentar os amotinados eram o cruzador Rio Grande do Sul, o velho cruzador Barroso e oito contratorpedeiros da classe Pará. Contudo, o poder ofensivo desses navios era ínfimo se comparado a apenas um dos dreadnoughts dos revoltosos. Ainda assim, o presidente ordenou que esta esquadra atacasse os navios rebeldes no dia 25. No entanto, os navios rebeldes não estavam na baia de Guanabara, antes navegavam próximos da costa a fim de evitar o contra-ataque do governo.

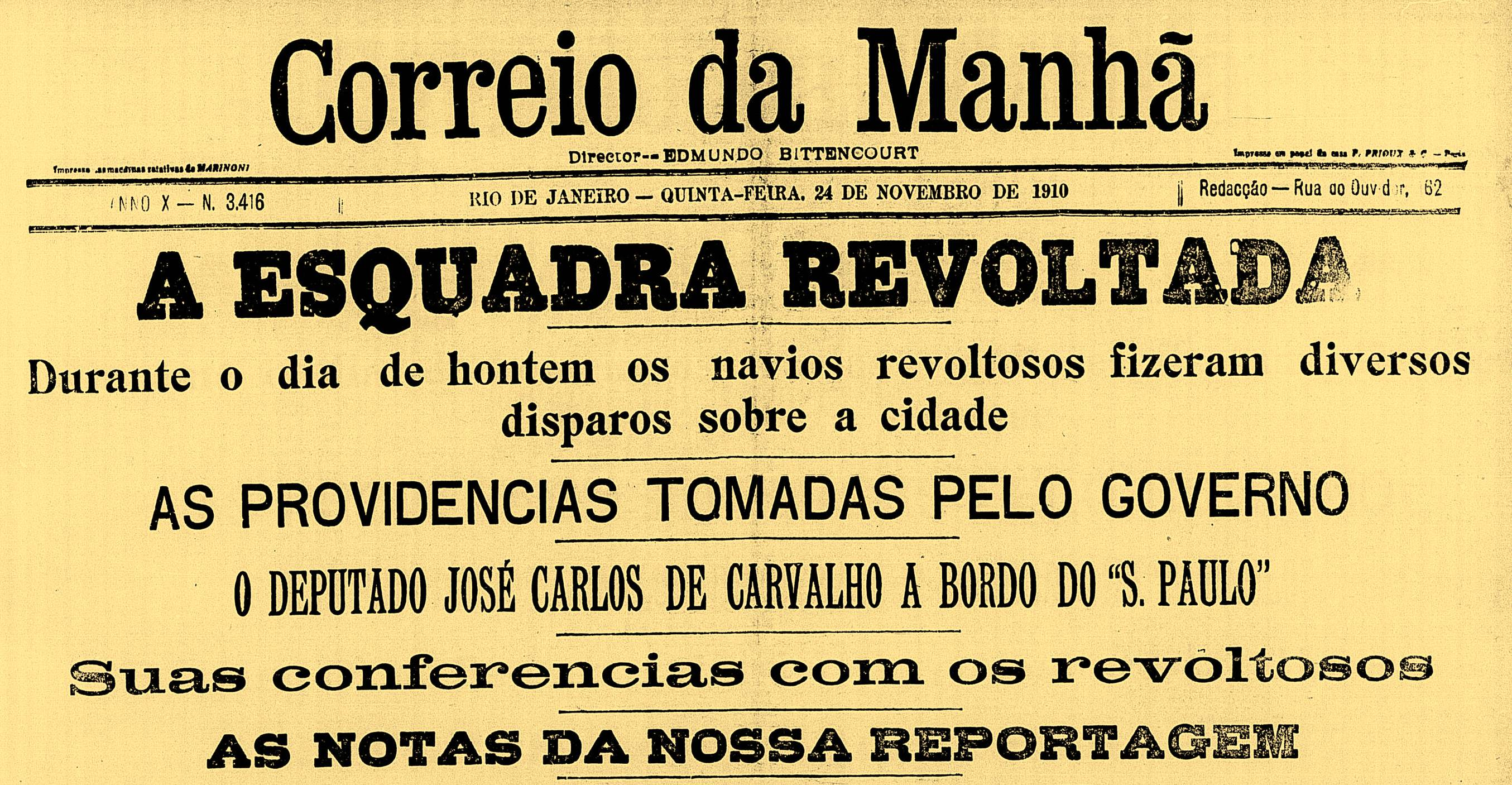
Edição do dia 24 de novembro de 1910 do jornal Correio da Manhã.

No dia 23, o deputado federal José Carlos de Carvalho foi indicado para ser o mediador do governo junto aos amotinados. Ele rumou em uma barca até o São Paulo e encontrou-se com o marinheiro Marcelino que havia recebido as chibatadas dias antes. O deputado ficou horrorizado ao ver as feridas nas costas do marinheiro que, segundo ele, pareciam uma tainha "pronta para ser salgada". O parlamentar relatou as exigências à Câmara, que se resumiam em extinguir os castigos físicos no código disciplinar, a retirada de oficiais "incompetentes", o aumento do soldo, a educação para os marinheiros indisciplinados e a mudança na tabela de serviços. Caso os rebeldes não fossem atendidos, a capital do Brasil seria bombardeada.
No parlamento, iniciaram-se discussões tensas sobre o que fazer com os amotinados. O senador Pinheiro Machado defendia que o governo negociasse com os rebeldes apenas quando eles baixassem as armas. Já o senador Rui Barbosa considerava os castigos corporais abusivos após a abolição da escravatura, pois tais atos se assemelhavam às práticas desumanas dispensadas aos escravos durante aquele período, e defendia a anistia dos rebelados. Por fim, no dia 26 decidiu-se pela anistia de todos os marinheiros envolvidos na revolta e nenhuma punição seria aplicada, ainda que algumas levassem à pena de morte. No dia seguinte, as armas seriam depostas e os navios entregues à marinha, terminando assim a rebelião. Na verdade, a promessa de anistia não passava de um ardil para fazer os amotinados baixarem as armas, pois logo que chegaram, centenas deles foram expulsos, com muitos, inclusive João Cândido, sendo encarcerados, outros fuzilados ou enviados para o Acre para serem usados como mão-de-obra nos seringais. Ainda assim, o presidente Hermes da Fonseca determinou o fim dos castigos físicos.
Alguns observadores, como o cronista Gilberto Amado, ficaram impressionados com a perícia demonstrada por aqueles marinheiros ao comando de poderosos navios de guerra. De fato, quando o deputado Carvalho subiu a bordo de um dos navios rebeldes, pôde notar que a embarcação estava completamente limpa e os camarotes isolados e protegidos. Toda bebida alcóolica havia sido jogada ao mar e os marinheiros demonstravam uma disciplina exemplar, estando muito bem preparados para manusear as armas e em prontidão para bombardear a cidade.
Os canhões de 4,7 polegadas eram frequentemente usados para o bombardeio do Rio de Janeiro, mas os de 12 polegadas não, o que gerou suspeita entre os oficiais da Marinha de que os rebeldes eram incapazes de usar as armas. Mais tarde, pesquisas e entrevistas indicaram que os canhões do Minas Geraes estavam totalmente funcionais, enquanto os do São Paulo estavam inoperantes depois de água salgada ter entrado e contaminado o sistema hidráulico dos seus canhões. Engenheiros britânicos ainda estavam a bordo da embarcação, desde sua saída da Inglaterra, trabalhando para resolver este problema. Nunca se soube, com absoluta certeza, se os marinheiros amotinados eram ou não capazes de manusear os canhões de maior calibre.

### 1913-1914

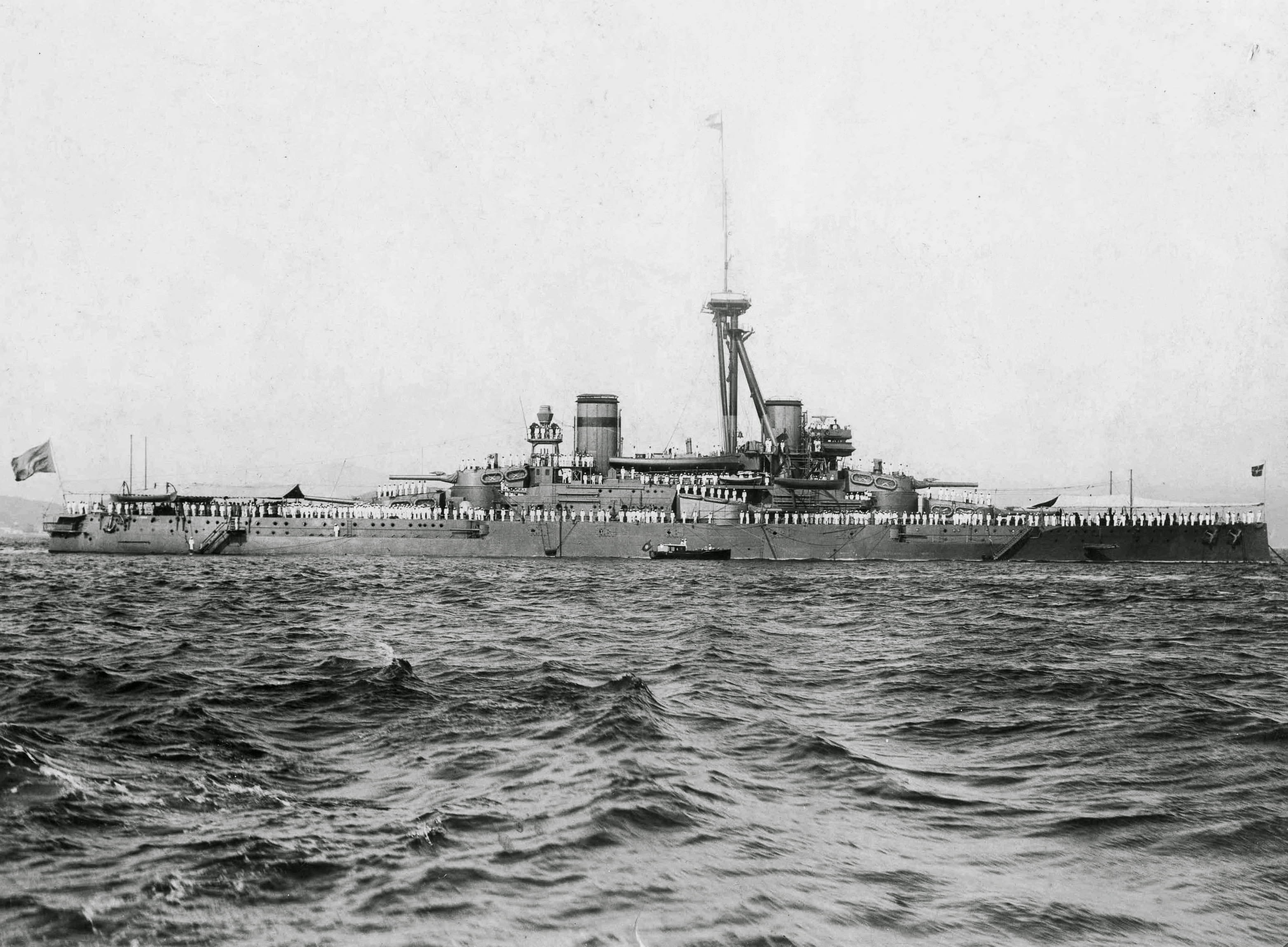
São Paulo com tripulação à mostra em data desconhecida

Em setembro de 1913, a marinha do Brasil organizou exercícios navais na Ilha de São Sebastião, que envolveram o São Paulo e foram observados pelo presidente Hermes da Fonseca, pelo Ministro da Marinha e por uma comitiva, a bordo do vapor Carlos Gomes. Os exercícios ocorreram no dia 12 de setembro, e também tiveram a participação do couraçado Minas Geraes, dos couraçados guarda-costas Deodoro e Floriano, dos cruzadores Barroso, Bahia e Rio Grande do Sul, dos Cruzadores-Torpedeiros Tupy, Tamoyo e Tymbira e dos contratorpedeiros Amazonas, Pará, Piauhy, Rio Grande do Norte, Alagoas, Parahyba, Sergipe, Paraná e Santa Catarina.
Regressou ao Rio de Janeiro no dia 23 de setembro, e fundeou na Ilha Grande e depois em Santos. Passou por obras de reparos entre os dias 13 e 30 de dezembro no dique flutuante Afonso Pena, cuja equipe lhe emassou as couraças; pregou os olhais das adriças e as sapatas para os turcos; colocou dalas nos embornais do costado; colocou uma chapa de reforço na plataforma da rede e raspou e pintou o fundo. No início de 1914, participou de novos exercício navais na costa de Santa Catarina, em conjunto com o Minas Geraes e o Rio Grande do Sul. No dia 14 de fevereiro, interrompeu os exercícios para que esta esquadra retornasse ao Rio de Janeiro a fim de recepcionar a divisão naval alemã de visita à capital. Em 1 de junho, navegou com o presidente Hermes da Fonseca a bordo para a Enseada Batista das Neves.

### Primeira Guerra Mundial

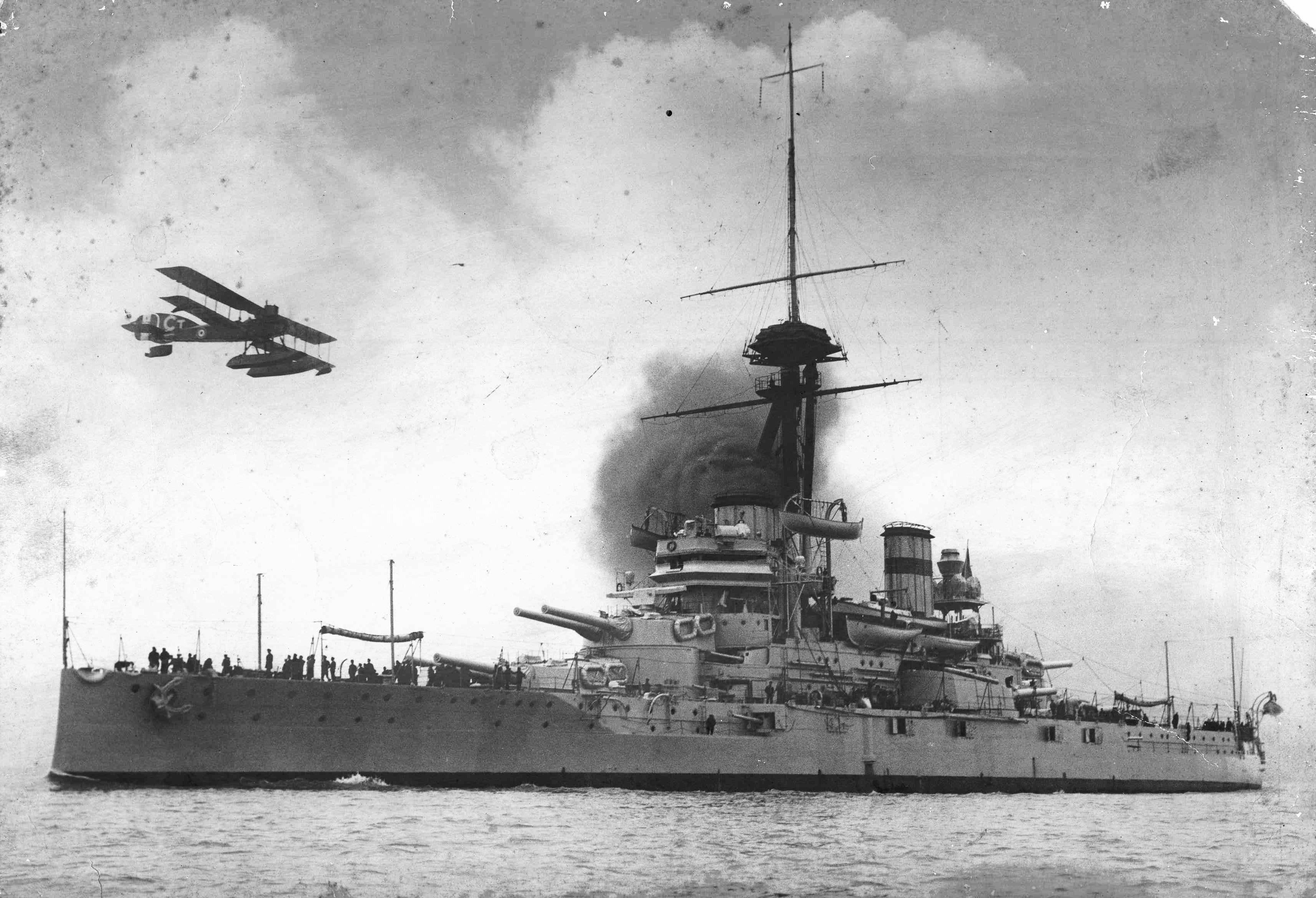
O São Paulo em data desconhecida

Inicialmente o Brasil declarou neutralidade na Grande Guerra, em 4 de agosto de 1914. Porém, em maio de 1916, o cargueiro brasileiro Rio Branco foi torpedeado e afundado. O navio estava a serviço do governo britânico e era tripulado por marinheiros noruegueses, o que tornava legal seu afundamento. No entanto, esse ato militar provocou indignação e protestos no Brasil, ainda que o governo relutasse em tomar alguma ação à luz da legalidade do ataque. Por fim, o Brasil declarou guerra à Alemanha, em 26 de agosto de 1917, após outros navios mercantes teriam sido afundados.
O país ofereceu seus dois dreadnoughts, São Paulo e Minas Geraes, para que compusessem a Grande Frota britânica contra os alemães, mas os ingleses recusaram a ajuda. A recusa se deu pela defasagem em que os couraçados brasileiros se encontravam e pela falta de um sistema de controle de tiro atualizado. O São Paulo navegou para os Estados Unidos em 17 de junho de 1918, em prontidão de combate, e foi incorporado a uma divisão composta pelo couraçado estadunidense Nebraska (capitânia) e pelo cruzador Raleigh, descarregando munição no Porto de Nova Iorque.

### Primeira grande modernização
Entre junho de 1918 e novembro de 1919 o São Paulo passou por uma série de modificações nos Estados Unidos, que melhoraram o seu sistema de armamento e suas condições de habitabilidade e higiene. A fim de aumentar a proteção dos comandantes das torres de tiro e respectivos aparelhos de tiro, foram instaladas uma guarita na praça dos canhões e anteparas longitudinais que separaram os canhões em cada torre. O sistema de ar comprimido foi completamente modificado e modernizado. Um sistema de segurança foi instalado para impedir a abertura da culatra em caso de tiro seco, tanto para o fechamento hidráulico como para o fechamento à mão. Foi eliminada a sua conteira lateral, e foram modificadas as alças do posto central para pontaria contínua dos conteiradores. Foram feitas modificações no sistema de disparo, como a substituição do medidor e do motor elétrico por um motor a óleo Waterbury Speed Gear e das lunetas telescópicas dos apontadores por outras do tipo Check Telescope; a instalação de dois diretoscópios em cada torre alta e um periscópio em cada torre baixa; alterações para aprimorar o fogo individual e por salvas; melhorias no sistema de iluminação; e a instalação de aparelhos Sperry de sinais de salva, de telefones e de circuitos do novo sistema de Fire Control.

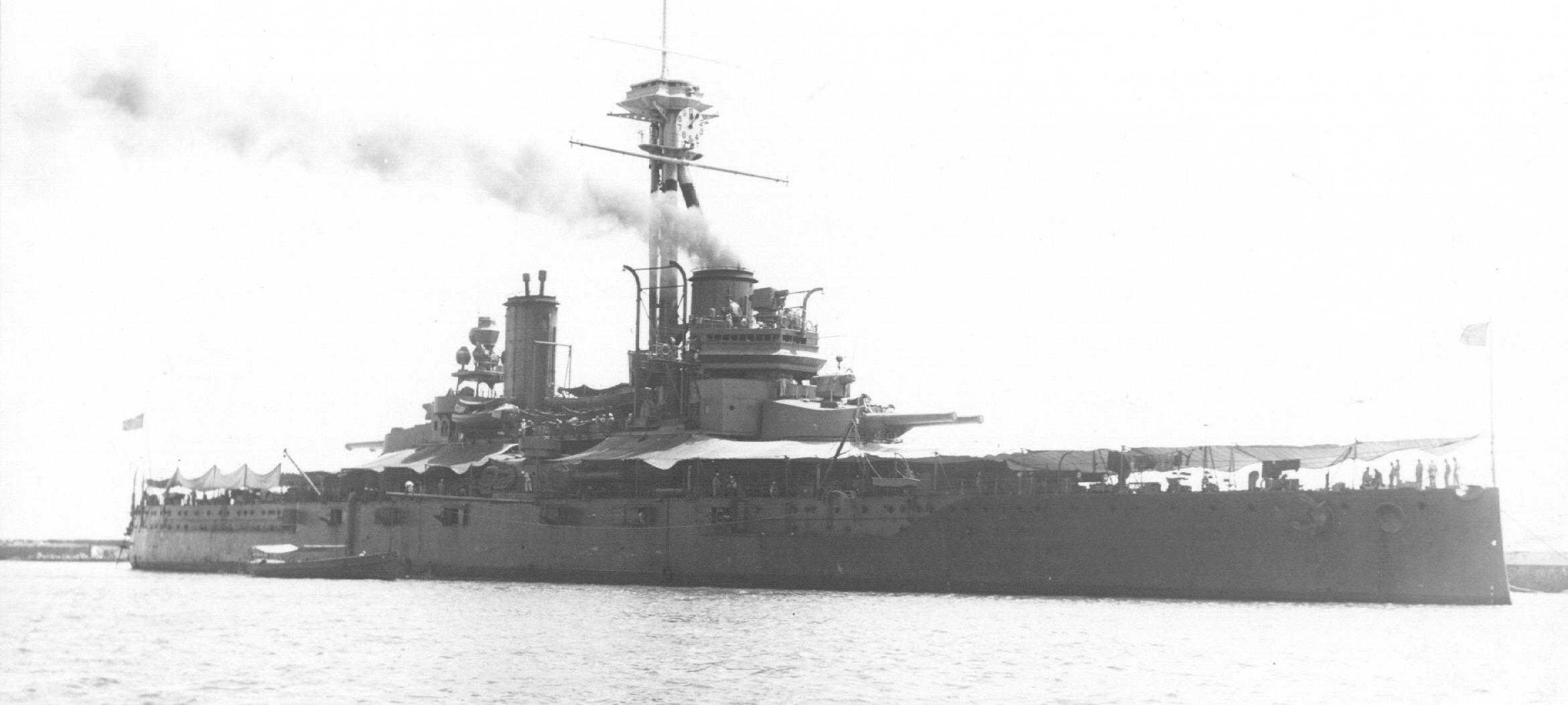
O São Paulo ou Minas Geraes modernizado. Ambas as embarcações foram atualizadas entre 1918 e 1920 (imagem provavelmente da década de 1920).

Foram instalados tubos acústicos que ligavam diversas torres do navio, como as das praças e paióis, com a torre provisória, a torre dois e a estação central. Todos os dez canhões de 120 mm foram removidos da primeira coberta, ficando a bateria secundária composta por 12 canhões, colocados nos extremos da coberta, sendo quatro nas barbetas e quatro nos redutos. Assim, o couraçado ficou munido de quatro defesas de três canhões, situadas duas à vante e duas à ré. Os circuitos elétrico-acústicos foram substituídos por lâmpadas de provas. Os canhões de 47 mm das torres II, III, IV e V foram removidos e os canhões de 37 mm tiveram seu tiro reduzido.
Para o sistema de defesa antiaérea, foram escolhidos canhões Bethlem de 76 mm, 50 calibres, tipo americano, de disparo eletromecânico. Foram instalados em plataformas construídas especificamente para esta artilharia, a bombordo e boreste. Foi instalada uma nova estação de rádio para substituir a antiga de 500 watts. Após a modernização, o São Paulo recebeu munição em Gravesend e rumou para Cuba a fim de realizar testes de tiro. Sete norte-americanos da Standards Organization subiram a bordo do navio para observar as operações no Golfo de Guacanayabo. Posteriormente, foram desembarcados na Baía de Guantánamo. O couraçado retornou ao Brasil em 1920.

### Representação internacional
No início da década de 1920, o governo brasileiro elaborou três projetos de representação internacional: a vinda da Família Real Belga, a visita aos países aliados do Brasil na Primeira Guerra Mundial, Inglaterra, França e Bélgica, e o translado dos restos mortais do imperador D. Pedro II e da Imperatriz D. Teresa Cristina. Para este fim, o governo planejava utilizar um navio de transporte de passageiros de uma das companhias de navegação do país que seria escoltado por um navio de guerra da Marinha do Brasil. Em cumprimento ao projeto, o Brasil enviou um convite ao Império Belga em 23 de julho de 1920. O presidente Epitácio Pessoa inspecionou pessoalmente o navio de escolta, o couraçado São Paulo, e concluiu que seria melhor o próprio navio trazer a família real.
Como consequência, o São Paulo foi para Niterói, no Estaleiro Lage, passar pelas modificações necessárias à acomodação dos convidados. Em 27 de julho, o navio zarpou para Zeebrugge, porto comercial no Mar do Norte. O local fora palco de intensos combates navais no final da guerra, e envio do São Paulo pelo governo brasileiro, em missão de paz, era carregado de simbolismo. Porém, o porto se encontrava obstruído com diversos navios afundados propositalmente durante o conflito para impedir a aproximação de embarcações inimigas. Apesar do governo britânico ter desaconselhado a atracação nesse porto, os marinheiros brasileiros com perícia conseguiram manobrar o couraçado de maneira a desviar dos obstáculos e fundearam no dia 28 de agosto.
Em 2 de setembro, a família real belga embarcou no São Paulo e foi recebida com salva de 21 tiros. Durante o trajeto para o Brasil, a realeza participou das festividades de 7 de setembro e do rito de passagem da linha do Equador. Ainda em viagem, o marinheiro Francisco Soares Lima veio a falecer por causa de um acidente de trabalho, e o capelão que acompanhava a família real realizou uma cerimônia fúnebre. A comitiva atracou no Rio de Janeiro em 19 de setembro. Os nobres belgas permaneceram no Brasil até 16 de outubro, quando embarcaram no São Paulo para a viagem de retorno à Europa. Fizeram uma parada em Lisboa, no dia 1 de novembro, e depois retornaram para Bélgica, atracando primeiro no porto francês de Dunquerque. A fim de cumprir a segunda agenda de representação internacional – visitar nações aliadas – o São Paulo aportou em Portsmouth, Antuérpia e Cherburgo. Cumprindo sua última missão, o couraçado retornou ao porto de Lisboa para receber os restos mortais do Imperador D. Pedro II e da Imperatriz Teresa Cristina, suspendendo no mesmo dia e atracando na Praça Mauá no dia 7 de janeiro de 1921.

### Tenentismo

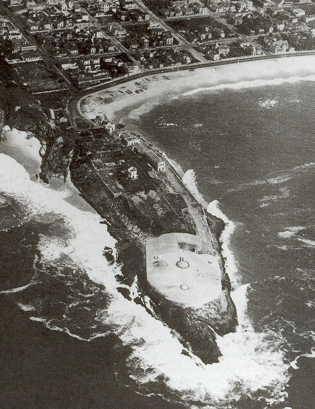
Forte de Copacabana por volta de 1920, com os canhões de 190 e 305 mm em destaque

O movimento tenentista surgiu da insatisfação de grupos de baixa patentes do exército com o governo, por sua baixa remuneração e desvalorização pelas forças armadas, além de ser uma resposta à diversas revoltas populares da época, causadas por um sistema que priorizava apenas as oligarquias. O movimento, porém, não era unificado e não foi capaz de articular sua real intenção. Um dos primeiros levantes do movimento foi a Revolta dos 18 do Forte de Copacabana, reação à eleição de Arthur Bernardes à presidência do Brasil, que supostamente, teria enviado cartas ao exército criticando a intuição e seu opositor, o marechal Hermes da Fonseca. Despontaram rebeliões em diversos quartéis, mas particularmente, foram os cerca de 300 militares do Forte de Copacabana que foram à luta entre os dias 5 e 6 de julho de 1922.
O São Paulo foi destacado para enfrentar os levantados e se aproximou a uma distância segura para que seus canhões de 305 mm não atingissem o bairro do Leblon. Após comunicar-se com a Fortaleza de Santa Cruz, o couraçado se posicionou para um ataque coordenado. Nesse ínterim, o Forte de Copacabana disparou a esmo com seus canhões de 190 mm. O São Paulo respondeu disparando pelo menos cinco salvas de tiros e conseguiu impactar o forte, abrindo grandes brechas no paredão. Foram disparados 19 tiros, a uma distância de seis mil metros. O São Paulo silenciou suas armas devido à ameaça dos rebeldes de bombardear a cidade. O forte ainda foi atacado por aviões navais, que largaram granadas à pequena distância. Isso obrigou os revoltosos a se dispersarem, exceto por um grupo de dezoito homens, que saiu para enfrentar as tropas atacantes. Apenas dois deles sobreviveram.
Dois anos depois, em 4 de novembro de 1924, o São Paulo foi alvo de uma conspiração orquestrada por jovens oficiais, que pretendiam protestar contra o governo do presidente Arthur Bernardes e exigir a libertação dos envolvidos no movimento de 1922. A conspiração tinha o consentimento do diretor de aeronáutica da marinha, capitão de mar e guerra Protógenes Guimarães. Os rebeldes se organizaram nesse episódio, e contavam com funções e setores de atuação bem definidos. No Centro de Aviação Naval do Rio de Janeiro, providenciou-se transporte para que Guimarães fosse conduzido até lá e depois fosse levado ao couraçado São Paulo. O plano da cúpula era tomar, de assalto, os dreadnoughts. Contudo, tal plano não concretizou-se, pois a cúpula foi cercada por policiais e Guimarães foi preso. Mesmo assim, um grupo de tenentes conseguiu assumir o controle do São Paulo, apesar da resistência dos oficiais de alta patente que se encontravam a bordo.
O navio não tinha condição para uma revolta, pois o governo, ciente das conspirações, já havia se precavido. Apenas um terço da guarnição estava a bordo, as máquinas estavam em reparo, só cinco caldeiras funcionavam e a maior parte do armamento fora retirado. Os paióis só tinham uma granada espoletada. O São Paulo revoltou-se quase sozinho; somente a torpedeira Goiás aderiu ao movimento. Os revoltosos fizeram o possível para operar o navio, e, a vagarosos cinco nós, tomaram o rumo para longe do Rio de Janeiro. Os fortes de Copacabana e Santa Cruz abriram fogo contra o couraçado, com suas peças de 305 e 150 mm, respectivamente. Os projéteis causaram danos ao mastro central do couraçado, rompendo uma chaminé e destruindo seu fire control, além de ferir gravemente um sargento e dois praças. O São Paulo disparou a única granada espoletada contra a Fortaleza de Santa Cruz, que silenciou seus canhões. O Forte de Copacabana continuou atirando. Ao deixarem a baía de Guanabara, os revoltosos surpreenderam-se quando o Minas Geraes, que tinha todas as caldeiras funcionando, não os perseguiu, rumando, em vez disso, para Cabo Frio.
O couraçado rumou para a Ilha Grande, onde estava ancorado o navio prisão Cuiabá, que encarcerava os tenentes da revolta de 1922. Todavia, estes já haviam sido transferidos de lá. Os rebeldes decidiram rumar para o Rio Grande do Sul, onde havia outra revolta tenentista em curso. Ao chegarem ao Porto de Rio Grande, descobriram que os rebeldes se encontravam longe do litoral. Por fim, rumaram para Montevidéu, onde solicitaram asilo político, em 10 de novembro, o que lhes foi concedido pelas autoridades uruguaias. O São Paulo foi devolvido ao Brasil logo em seguida. Uma comunidade de ex-tripulantes do São Paulo permaneceu em Montevidéu nos anos seguintes, sustentada financeiramente por Alfredo Lemes, sobrinho do revolucionário Honório Lemes. Eles não perderam o contato com o movimento tenentista, e chegaram a combater em terra na revolta de 1926 no Rio Grande do Sul.

### Outras comissões

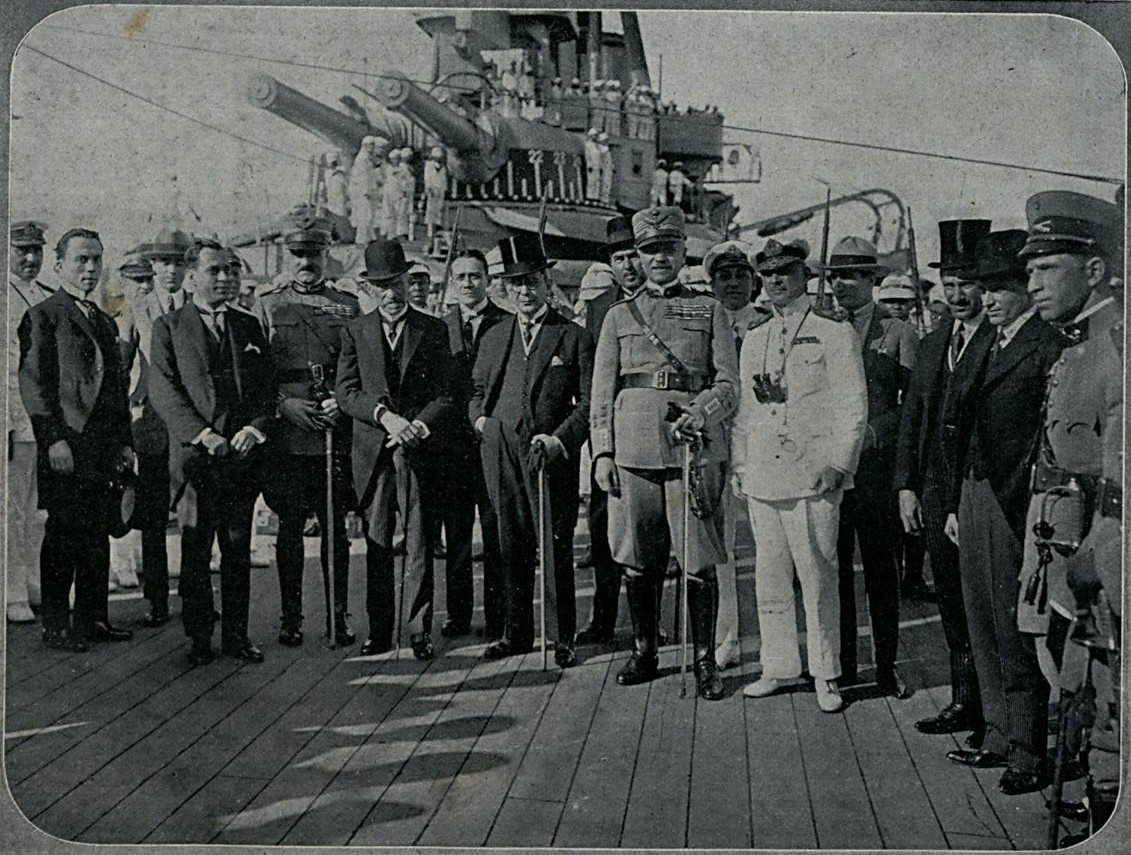
Humberto de Sabóia, Pietro Badoglio, embaixador italiano, e Félix Pacheco, ministro das Relações Exteriores brasileiro, a bordo do São Paulo

Antes da ação na Revolta Tenentista, em 1924 o São Paulo recebeu a visita do príncipe italiano Humberto de Sabóia, durante sua viagem à América do Sul. Em 21 de dezembro de 1927, transportou o presidente Washington Luís à Ilha Grande. No dia 7 de setembro de 1931, foi assinada, a bordo do navio, a autorização presidencial para a aquisição de um novo navio-escola. Serviu como nau-capitânia da frota destinada ao bloqueio de Santos, durante a Revolta Constitucionalista de 1932.

## Últimos anos

### Segunda grande modernização
No início da década de 1930, o governo brasileiro decidiu modernizar seus dois couraçados dreadnoughts. O Minas Geraes passou por modernizações entre os anos 1931 e 1938. Enquanto isso, o São Paulo foi relegado à bateria costeira flutuante, função que exerceria até 1945. Por alguns anos, entre 1934 e 1940, a embarcação passou por extensas adequações. O estado do couraçado era preocupante, pois não atingia mais que dez nós de velocidade máxima, metade de quando construído. Foram instalados transmissores e receptores mais potentes e modernos. Diversas modificações foram realizadas no canhão esquerdo da torre IV para que este pudesse ter acréscimo de dezoito graus de inclinação. Foram removidos dez canhões de salva de 47 mm da primeira coberta a boreste e bombordo e os canhões de 47 mm das defesas 3 e 4, para as defesas 1 e 2, respectivamente. Foram instalados quatro reparos duplos de metralhadoras Madsen de 20 mm em cada uma das torres laterais III e IV e duas em cada uma das defesas 3 e 4.

### Comissões e desativação

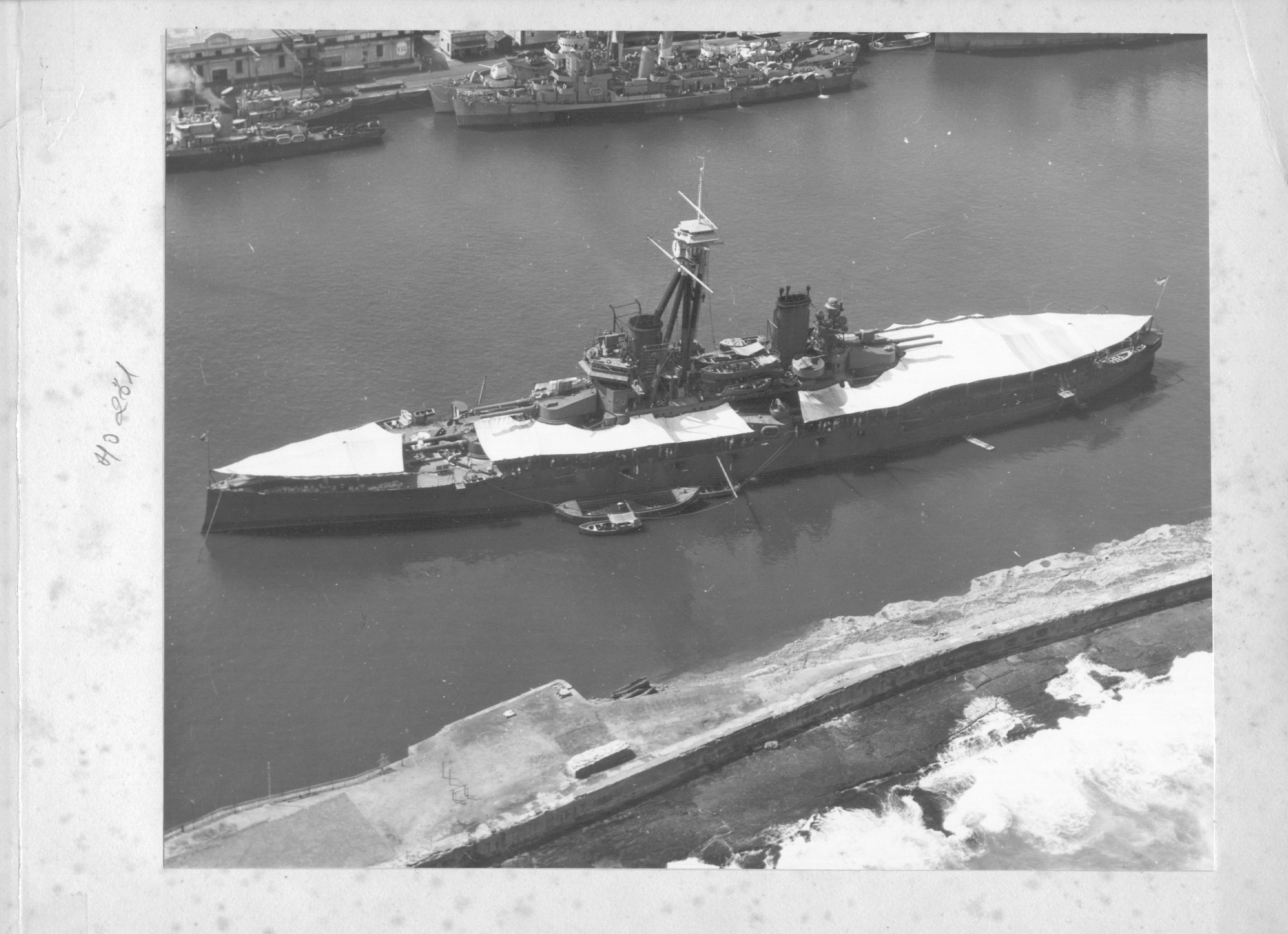
O São Paulo, provavelmente em Recife durante a Segunda Guerra Mundial

Em 1935, o São Paulo serviu como nau-capitânia em três exercícios navais com toda a esquadra. Atuou como capitânia da divisão compostas pelos cruzadores Bahia e Rio Grande do Sul, que conduziu o Presidente Getúlio Vargas e sua comitiva ao Plata, em retribuição às visitas dos presidentes da Argentina e do Uruguai.
Durante a Segunda Guerra Mundial, o couraçado São Paulo foi enviado a Recife para servir na proteção ao porto como fortaleza flutuante, visto que nesse período ele já se encontrava obsoleto e ultrapassado. Lá, permaneceu até janeiro de 1945, quando retornou ao Rio de Janeiro. Após o conflito, o couraçado foi enviado à reserva da marinha pelo Aviso n.º 1618-A de 2 de julho de 1947. A partir de então, atuou como navio estático de treinamento até a sua desativação definitiva em 1951, quando foi vendido como sucata para o estaleiro inglês Iron and Steel Corporation of Great Britain.

### Afundamento
Devido à Segunda Guerra Mundial, a Europa passou por um período de escassez de aço e isso proporcionou a rápida venda do couraçado São Paulo para o sucate. Diversos equipamentos de valor do navio foram canibalizados para outras embarcações da marinha, e que incluiu seu meio ofensivo. No entanto, esse trabalho perdurou por vários dias, até depois da chegada dos rebocadores ingleses que iriam levar a embarcação para a Europa. O Bustler e Dexterous esperaram por dias e seus comandantes começaram a se preocupar com a demora, pois se aproximava o período de tempestades e ambos não desejavam levar uma embarcação pesada nessas condições. Somente partiram no dia 20 de setembro de 1951, tarde demais para conseguirem atingir o destino antes do período de temporais.

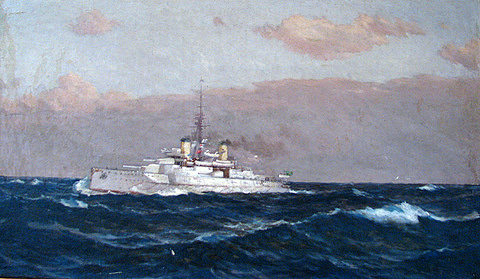
Pintura do São Paulo por Eduardo de Martino (1838-1912).

O São Paulo foi com apenas oito tripulantes a bordo para manusearem-no, enquanto era rebocado pelos dois navios ingleses por cabos de 30 centímetros de espessura. Após alguns meses em alto mar, ainda na metade do trajeto, em 6 de novembro iniciou-se as tempestades de inverno. A governabilidade dos navios ficara cada vez mais difícil, e devido ao aumento no tamanho das ondas, a tripulação dos rebocadores já não conseguia mais visualizar o São Paulo. Os solavancos que acometiam os rebocadores eram tantas que começaram a danificá-los, além de aumentar o risco do couraçado puxá-los. O comandante do Dexterous ordenou que os cabos fossem soltos, seguido também pelo Bustler, após tentativas de comunicação infrutíferas com a tripulação deixada no São Paulo. O rebocadores iniciaram as buscas pelo couraçado logo em seguida. Aeronaves dos Estados Unidos, Portugal e Reino Unido também participaram das buscas, mas o São Paulo nunca mais foi achado. No Reino Unido, abriu-se investigação para apurar se o comandante do Dexterous teria sido negligente ao soltar os cabos e abandonar os oito tripulantes do São Paulo, mas chegou-se a conclusão que se não o fizesse a tragédia poderia ser maior.